# 天宁寺 (卦山)
卦山天宁寺位于中国山西省交城县附近，始建于唐代贞观六年（632年），寺庙依山势而起，别具一格，寺内明清时期建筑居多。卦山天宁寺相传为中国佛教华严宗发源地。赵朴初曾于1977年初游卦山天宁寺时写下了“黛色参天多古柏，崇楼峻阁备庄严”的赞美之句。

## 外部連結
- 卦山天寧寺 （页面存档备份，存于） 山西省文物局